# Arkys nitidiceps
Arkys nitidiceps là một loài nhện trong họ Araneidae.
Loài này thuộc chi Arkys. Arkys nitidiceps được Eugène Simon miêu tả năm 1908.